# Ibrahim al-Mukhaini
Ibrahim Saleh al-Mukhaini (arabisch إبراهيم المخيني, DMG Ibrāhīm al-Muḫainī; * 20. Juni 1997 in Sur) ist ein omanischer Fußballtorhüter.

## Karriere

### Klub
Bis zur Saison 2018/19 hütete er das Tor bei al-Oruba. Zur nächsten Spielzeit wechselte er zu al-Nasr, wo er bis heute unter Vertrag steht.

### Nationalmannschaft
Seinen ersten bekannten Einsatz für die omanische Fußballnationalmannschaft hatte er am 26. September 2021 bei einem 7:2-Freundschaftsspielsieg über Nepal, wo er zur zweiten Halbzeit, beim Stand von 2:1, für Ahmed al-Rawahi eingewechselt wurde. Danach stand er beim FIFA-Arabien-Pokal 2021 in zwei Gruppenspielen und dem Viertelfinale zwischen den Pfosten.